# Gunakadeit
Gunakadeit, morsko čudovište iz oralne tradicije Tlingita koje donosi sreću onima koji ga vide.
Godine 2020. otkriveni su fosilni ostaci reptila starog oko 215 milijuna godina, koji je u čast tlingitskog čudovišta dobio ime Gunakadeit joseeae.

## Vanjske poveznice
- The Story of Gunakadéit